# Топонимия Ленинградской области

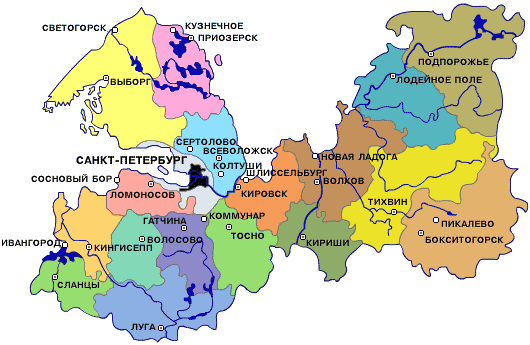
Административное деление Ленинградской области

Топонимия Ленинградской области — совокупность географических названий, включающая наименования природных и культурных объектов на территории Ленинградской области.
Топонимию региона составляют топонимы, происходящие из различных языков — как ныне существующих, так и мёртвых. Наибольшую роль в формирование топонимии внесли языки прибалтийско-финского и славянского населения.
Нынешнее название области было дано после реорганизации Санкт-Петербургской губернии, существовавшей в 1710—1927 годах (с августа 1914 года — Петроградская, с 1924 года — Ленинградская губерния). Постановлением Президиума ВЦИК от 1 августа 1927 года в ходе реформирования административно-территориального деления РСФСР на основе Ленинградской, Мурманской, Новгородской, Псковской и Череповецкой губерний была создана Ленинградская область. С тех пор наименование региона не менялось, хотя территория его менялась значительно.

## История формирования топонимии

### С древних времён до начала XX века
Белорусский топонимист В. А. Жучкевич выделял в пределах северо-западного региона России (Псковщина, Новгородская и Ленинградская области) три топонимических пласта:
1. древнейший (на западе — финно-угорский),
2. позднейший прибалтийско-финский (ижорский, вепсский и др.),
3. русский[2].

При этом, по оценкам российских исследователей Г. Керта, В. Вдовицына, А. Веретина, славянская топонимия на Севере, поглощая с XI века, а может быть и ранее, исконную финно-угорскую топонимию, включавшую в себя неизвестный субстрат, приобрела ярко выраженное своеобразие. Так, на территории Ленинградской области, наряду с Карелией, Республикой Коми, Мурманской, Архангельской, Вологодской областями, имеется огромный пласт адаптированных русским языком топонимов. Усвоение русским языком предшествующей топонимии обусловило её специфические особенности. К особенностям русской топонимии вышеупомянутых регионов можно отнести соположение основ, вкрапление субстратных основ в структуру топонима или в адъективную конструкцию, оформление русскими суффиксами субстратных основ и т. д. Синтез разносистемных типов грамматики имен нарицательных и имен собственных породил отличительные особенности северо-русской топонимии.
Распределение топонимов по территории Ленинградской области в значительной мере отражает существовавшие прежде этнические границы. Например, это противостоящие друг другу гидронимы Ижора и Славянка, ойконимы Русское Пятино и Чухарское Пятино, различные названия с основой «чуд-»: Чудская, Чудское, Чудцы, Чудская Гора, Чудской Бор. Кроме того, в области имеется ряд топонимов, происхождение которых до настоящего времени остается невыясненным или спорным — например, названия рек Шокша, Нарва, Явосьма, Рагуша, Оредеж.
Наиболее древние топонимы сохраняются в названии значительных географических объектов, чаще всего — сравнительно крупных водоёмов. В местных названиях сохраняются и этнонимы, известные по летописям и другим средневековым источникам: варяги (Варегово), колбяги (Колбежицы), чудь (Чудская Рудница) и другие. Наибольшую роль в формировании топонимии региона сыграли языки прибалтийско-финского и славянского населения. Прибалтийско-финская топонимия до настоящего времени преобладает в ряде территорий региона (в частности, в южной части Карельского перешейка и на востоке-северо-востоке области). Менее распространены в регионе топонимы балтского происхождения, они встречаются преимущественно в южных районах области (Бебро, Ретомля, Ситомля). На Карельском перешейке, входившем несколько столетий в состав Шведского королевства, сохранились и некоторые шведские топонимы, самый известный из которых — Выборг.
С переходом территории под контроль Российской империи в XVIII веке расширился пласт славянских топонимов, а также появляются топонимические легенды, связанные, в частностью, с деятельностью Петра I как ономатета. Например, с деревней Большая Загвоздка Гатчинского района связана следующая легенда:

Пётр I проезжал мимо будущей деревни, царский тарантас напротив неё сломался, и Пётр в тот момент воскликнул: «Ах, какая загвоздка вышла!».

С XVIII века в регионе появляются поселения с немецкими названиями (Мариенгоф, Мариенбург, Шлиссельбург), в XIX—XX веках — с эстонскими (Узигонты, Эдази, Мыза). Большинство сельских поселений вепсов, карелов Ленинградской области наряду с официальным русским сохранили традиционное название, например, вепсские деревни: Радогощь — Арскахть, Боброзеро — Майгарь, Пелдуши — Пецойл. В результате этноязыкового контактирования путём буквального перевода возникли топонимы-кальки, например, вепсские Питькярвь — Долгозеро, Пихьярвь — Святозеро. При частичном переводе возникают полукальки, например, Чурручей, Вонозеро (3 озера в разных районах области). Широко представлены топонимы, характеризующие природные особенности региона: физико-географические свойства объектов (Сухое, Велье, Гористое, Крутой Ручей, Узмень, Подпорожье), их цвет (Забелье, Черенка, Череменец), ориентацию на местности, рельеф, почвенные условия (Клин, Жилая Глина и Пустая Глина, 8 деревень с названием Остров, Песочное), растительность (Дубки, Дубровка, Липово, Лиственка, Крапивно, Папоротно, Замошье) и животный мир (Рыбежка, Вороний Остров, Орлы, Кургино (от «кург» — журавль), Медвежье).
Ряд топонимов имеет происхождение, связанное с мифами народов, населявших территорию, в частности, Арбонье (от «арбуй» — языческий служитель культа у прибалтийско-финских народов), Бесовка, Волосово, Радогощь. Отражение сельскохозяйственной деятельности прослеживается в ойконимах Ополье, Теребежка, Ляды, Лужки, Полянка, Нивы, 13 деревень и посёлков с названием Новинка; распространённые народные промыслы нашли отражение в названиях Иссад, Мельница, Лодейное Поле, о путях сообщения говорят топонимы Воложба, Волочна, Валченка, Буяны, Большой Двор, Великий Двор, Харчевни, Ям-Тёсово; социальные отношения отразились, в частности, в названии Канзы (от прибалтийско-финского «канз» — семья), Смерди, Княщина. На места древних поселений указывают топонимы Городище, Городок, Погостище, Селище, Усадище, Весь. Имеется также ряд топонимов, образованных от личных имен и фамилий разных народов, как языческих, так и христианских — Кавголово, Дорогощи, Соловьёво.

### Советский и постсоветский периоды
В советский период в топонимической системе области произошли значительные изменения, касавшиеся, прежде всего, ойконимов. Новые названия возникали как в результате переименования прежде существовавших поселений, так и при возникновении новых, при этом зачастую несли идеологическую направленность и нередко быстро менялись в зависимости от внутриполитической ситуации. Так, в честь видных деятелей коммунистической партии были названы: Володарская, Кировск, Троцк (название города Гатчина в 1923—1929), Ленинское, Ильичёво, имени Свердлова, Кингисепп, Рахья, Ульяновка. Были и другие идеологизированные названия населённых пунктов: Красный Броневик, Красный Бор, Новый Быт, Новый Свет, Коммунар. Развитие промышленности и сельского хозяйства в регионе способствовало возникновению ойконимов Сланцы, Бокситогорск, Сясьстрой, Сельхозтехника, Мехбаза. Некоторые поселения с неблагозвучными названиями переименовывались в более эстетичные. Например, деревни Кобылья Гора и Кобелёво Бокситогорского района получили новые наименования — соответственно, Красная Речка и Сосновый Бор.
После советско-финской войны на территории Карельского перешейка, отошедшей Советскому Союзу, подавляющая часть топонимов прибалтийско-финского происхождения была переименована. При этом часть прежних топонимов была заменена названиями идеологической направленности (Советский, Красный Остров, Первомайское, Коммунары), или нейтральной стилистики (Рощино, Сосново, Светогорск, Приозерск, Каменногорск, Плодовое, Приветнинское), а ряду населённых пунктов были даны названия в честь бойцов и командиров Красной Армии — Высоцк (переименован в честь Героя Советского Союза Кузьмы Демидовича (Дмитриевича) Высоцкого), Житково, Кирилловское.
В 1991 году, после возвращения городу Ленинграду исторического названия «Санкт-Петербург», область сохранила своё прежнее наименование. В то же время в постсоветский период ряду поселений области, переименованным в советское время, были возвращены прежние названия: Петрокрепость — Шлиссельбург, Красный Броневик предлагалось переименовать в деревню Дымскую и т. д.

## Состав топонимии
По состоянию на 15 декабря 2022 года, в Государственном каталоге географических названий в Ленинградской области зарегистрировано 10101 название географических объектов, в том числе 2942 названия населённых пунктов. Ниже приводятся списки наиболее значимых природных объектов и административных центров муниципальных районов Ленинградской области с характеристиками их этимологии.

### Гидронимы

#### Пелагонимы
Балтийское море — происхождение названия окончательно не выяснено. Наиболее распространены две версии. Согласно первой, название из лит. baltas,
латыш. baits — «белый», что может быть связано с цветом песчаных берегов этого моря. По другой версии, название образовано от лат. balteus — «пояс» (ср. в шведском, датском, норвежском языках balte — «пояс»), и связано с тем, что это море продолжает цепочку морей, опоясывающих материковую Европу . В средневековой Руси оно называлось «Варяжское море» (от «варяги») или «Свейское (Свебское, Свевское) море» от этнонима «свеи». На русских картах XVIII века употреблялась форма «Балтическое море», но в употреблении закрепилось известное и сейчас название «Балтийское
море».

#### Потамонимы
Крупнейшие реки, протекающие в регионе:
- Луга — название, по-видимому, имеет водское происхождение (вод. Laukaa, ижор. Loukka, фин. Laukaanjoki)[26].
- Оять — в переводе с вепсского языка означает «ручей»[27].
- Сясь — происходит от прибалтийско-финского sääksi «скопа»[28].
- Паша́ — название произошло от карельского Пакшайоки, где пакша — толстый, крепкий, сильный, йоки — река[29].
- Волхов — некоторое время происхождение гидронима связывалось со словом «волхв»[30], но, как показали последние исследования, для этого нет достаточных оснований. По другим данным, гидроним происходит из финского слова «оlhava», к которому позже прибавился звук «в» (возможно, с тем же значением, что и «ольховая»)[31]. Ещё один вариант — возникновение данного гидронима напрямую из славянского «ольха».
- Свирь — от древнерусского Сверь, которое в свою очередь произошло от вепсского названия этой реки Сюверь — «глубокая»[32].
- Оредеж — есть несколько версий по поводу происхождения гидронима. Согласно одной, он может происходить от финского «скачущий конь» или «быстрая река», согласно другой — от древнерусского «редрый» (по цвету берегов — «бурый, рыжий, красноватый»)[33].
- Пчёвжа — происхождение не установлено.
- Вуокса — от финского vuoksi — поток, течение[34].
- Нарва — до 1927 года носила название «Нарова», в 1927 году по инициативе эстонской стороны переименована в Нарву[35]. О происхождении гидронима есть несколько версий . Согласно оценке М. Фасмера, название происходит от вепс. narvaine «порог». Р. А. Агеева высказывала предположение о балтийском происхождении гидронима — от распространённого гидронимического корня *Nar-/*Ner- (ср. «нырять»)[36]. В церковно-славянском словаре название реки объясняется как «Нарова — по своей воле, своевольно»[37].
- Нева — существует несколько версий происхождения гидронима. Согласно одной, название происходит от древнего финского названия Ладожского озера — «Нево» (фин. nevo — море), согласно другой — от финского слова «нева» (фин. neva — «болото»), существует также версия происхождения от шведского «ню» (швед. ny — «новая» (река)).

#### Лимнонимы
В области расположено более 1800 озёр, крупнейшие из них:
- Ладожское — до последнего времени оставался дискуссионным вопрос об очерёдности формирования топонима «Ладога» применительно к трём одноимённым объектам — реке, городу и озеру. По мнению Т. Н. Джаксон, сначала возникло название реки (от фин. *Alode-jogi (joki) «нижняя река»), затем — города и лишь затем — озера. Название города др.-сканд. Aldeigja было заимствовано славянским населением и преобразовано при помощи метатезы ald → lad в др.-рус. Ладога. Эта гипотеза находит подтверждение в археологических данных: скандинавы на Ладоге впервые появились в начале 750-х годов, то есть на пару десятилетий раньше славян[38]. Согласно точке зрения Е. А. Хелимского, первичным является название озера — от др.-сканд. *Aldauga «старый источник, подобный открытому морю (the Old Open-Sea-Like-Source)». Данный гидроним связан с названием реки Невы, вытекающей из Ладожского озера, в германских языках — «новая». Через промежуточную форму *Aldaugja это слово дало др.-сканд. Aldeigja «Ладога (город)»[39].
- Онежское — существует несколько версий происхождения названия. Так, по оценке А. М. Шёгрена название происходит от фин. ääni — звук, голос (то есть — «звучащее („шумливое“) озеро»[40]). А. Л. Погодин расшифровывает гидроним как саам. agne — «песок» + jegge — «низменная равнина». И. И. Муллонен считает, что название озера могло произойти от саам. äne и прибалтийско-финского änine/äniz, что означает «большой, значительный»[41].
- Вуокса — по названию одноимённой реки.
- Отрадное — до 1948 года носило название «Пюхяярви» (фин. Pyhäjärvi)[42], от фин. pyhä — «святой», то есть «святое озеро».
- Суходольское — до 1950 года носило название «Су́ванто» или «Су́ванто-я́рви», фин. Suvantojärvi), в 1950 году переименовано в Суходольское[43].
- Самро — по предположению Г. П. Труссмана, название озера берёт начало от чудского языка — «somero», что означает «крупный песок»[44].
- Глубокое — до 1948 года называлось «Муолаанъярви» (фин. Muolaanjärvi).
- Комсомольское — до 1948 года называлось «Киимаярви» (фин. Kiimajärvi).
- Вачозеро — от карельского «валкеа, валгей» — «белый»;
- Балахановское — озеро получило название от поселка Балаханова, названного в честь комиссара Д. А. Балаханова, геройски погибшего в этих местах в декабре 1939 года[45].
- Лемболовское — фин. Lempaanjarvi — по различным оценкам, может происходить как от карельского Lembo — «чёрт», так и от Lambi — просто «озеро».

### Ойконимы

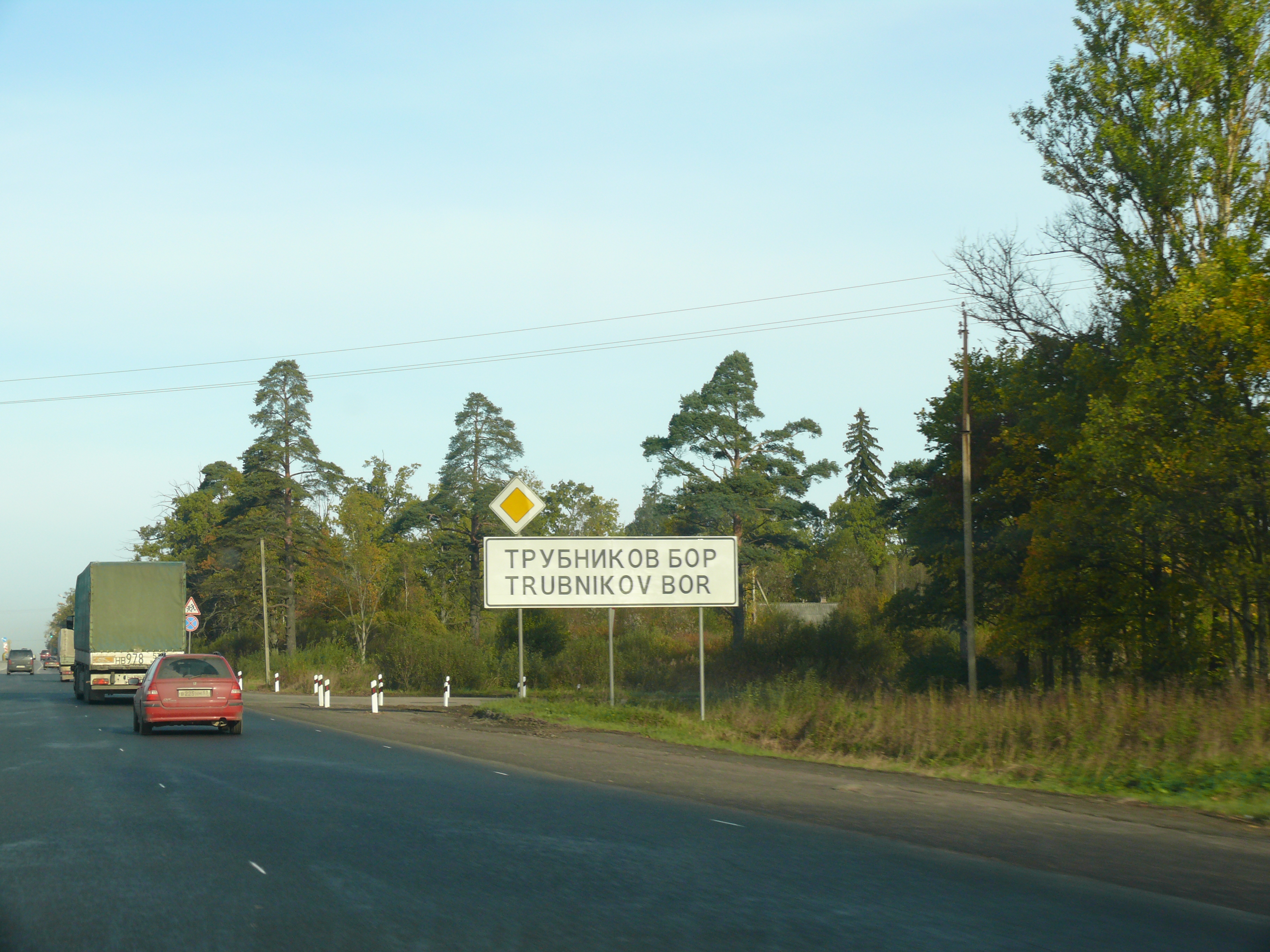
Дорожный указатель у деревни Трубников Бор Тосненского района

- Бокситогорск — получил название от Бокситогорского (Тихвинского) глинозёмного завода, работающего на базе найденного близ него крупного месторождения бокситов. Возник в 1929 году как посёлок Бокситы, в 1935 году Указом Президиума Верховного Совета РСФСР преобразован в рабочий посёлок Бокситы, в 1950 году получил статус города, а 25 июля 1952 года стал административным центром Бокситогорского района[46].
- Волосово — официальной считается точка зрения, что название произошло от находившегося здесь в языческий период капища (мольбища) бога ильменских славян — Волоса (или Велеса) — покровителя скотоводства[47].
- Волхов — возник как посёлок строителей Волховской ГЭС (Волховстрой), в 1925 году получил статус рабочего посёлка, Указом Президиума Верховного Совета РСФСР от 11 апреля 1940 года Волховстрой был переименован в Волхов. Название происходит от гидронима Волхов, происхождение которого остаётся предметом дискуссий➤.
- Всеволожск — название происходит от фамилии основателя города, предводителя дворянства Шлиссельбургского уезда, действительного статского советника П. А. Всеволожского. При начале строительства Ириновской железной дороги в 1890 году П. А. Всеволожский, будучи её акционером, выдвинул условие своего участия в проекте — назвать одну из построенных на его земле станций «Всеволожская»[48]. Первая железнодорожная станция, построенная на земле П. А. Всеволожского в 1892 году, получила название «Рябово» в честь его имения, в связи с чем 1892 год считается официальной датой основания города. Станция же с названием «Всеволожская» была открыта лишь в 1895 году в полутора верстах от первой. Посёлок, выросший вокруг неё, получил название Всеволожский, и в 1963 году был преобразован в город Всеволожск[49].
- Выборг — о происхождении ойконима имеется две версии. Первая была предложена В. Н. Татищевым, который связал основание Выборга с легендарным персонажем древнерусской истории Гостомыслом, упоминаемым в несохранившейся Иоакимовой летописи, которую историк цитирует. Татищев утверждал, что Выборг был назван по имени старшего сына Гостомысла — Выбора. Эта версия подвергается критике современными историками. Наиболее вероятное объяснение топонима «Выборг» связано со словосочетанием старонорманнских слов Wiborg — святой город или святая (wii) крепость (borg). Селение упоминается с 1293 года в летописях под названием «Выборг» — так шведские рыцари назвали новый замок, построенный ими на месте разрушенного карельского острожка[34]. Название не менялось до 1917 года, когда Выборгская губерния в составе Великого княжества Финляндского отделилась от России; тогда официальной стала финнизированная форма имени города — «Виипури» (от фин. Viipuri). В 1940 году, в связи с переходом города в состав СССР после советско-финской войны официальной формой названия вновь стало «Выборг», но при этом главная городская газета именовалась «Виипурский большевик», в её публикациях город именовался «Виипури», а район — «Виипурским»[50]. С 1941 по 1944 годы город вновь находился под юрисдикцией Финляндии и, соответственно, именовался Viipuri. В 1944 году Выборг окончательно отошёл к СССР.
- Гатчина — название происходит от Хотчино — название села, которое впервые упоминается в Новгородской писцовой книге 1500 года, а затем, как деревня Hotzino by в Дягилинском погосте в шведских «Писцовых книгах Ижорской земли» 1618—1623 годов[51]. О происхождении топонима «Хотчино» существует множество версий. Согласно одной, этот топоним происходит от древнефинского слова «хатша» — пожога; участок, где лес сожжён под пашню[52], согласно другой, от слов «гать» — дорога, проложенная через топкое место, и «чинная» — важная, добротная[53], имеется также версия поэта В. Г. Рубана, сочинённая в угоду прусским вкусам императора Павла I, что топоним происходит от немецкого «Hat Schöne» — имеет красоту[54]. По Столбовскому мирному договору 1617 года Хотчино оказалось у шведов, а после освобождения в 1703 году название употребляется уже в форме Гатчино. В 1923 году город был переименован в Троцк в честь Л. Д. Троцкого, но в 1929 году после высылки Троцкого из СССР переименован в Красногвардейск. В 1944 году, после освобождения города от немецко-фашистских захватчиков, указом Президиума Верховного Совета СССР «О переименовании городов Слуцка и Красногвардейска и районов Слуцкого и Красногвардейского Ленинградской области» городу было возвращено историческое название, но уже в формеГатчина[55].
- Кингисепп — основан новгородским боярином Иваном Фёдоровичем как крепость Ям в 1384 году, с 1703 по 1922 годы город назывался Я́мбург[56][57] , затем был переименован в честь эстонского революционера Виктора Кингисеппа.
- Кириши — происхождение ойконима доподлинно неизвестно, вероятно, имеет финно-угорские корни[58].
- Кировск — назван в честь советского государственного и политического деятеля С. М. Кирова.
- Лодейное Поле — поселение сложилось вокруг Адмиралтейства на Свири, указом Екатерины II от 16 (27) мая 1785 года этому поселению, был пожалован статус города и административного центра Лодейнопольского уезда в составе Олонецкого наместничества. Город получил название Лодейное Поле[59].
- Луга — по-видимому, от гидронима➤. Село Луское упоминается в писцовых книгах XVI века. Была преобразована в город из Лужского посада в 1777 году[60].
- Подпорожье — селение известно с 1563 года[61]. Название связано с географическими особенностями местности (близ порогов на реке Свирь).
- Приозерск — с XIV века по 1611 год известен как Корела. С 1580 по 1595 и с 1611 по 1918 годы город назывался Кексгольм. С 1918 года город перешёл под юрисдикцию Финляндии и стал называться Кякисалми. После советско-финской войны 1939—1940 годов город отошёл СССР, и название Кексгольм было ему возвращено. В 1941—1944 годах город был занят войсками Финляндии и вновь переименован в Кякисалми. В 1944 году город окончательно отошёл к СССР и в 1948 году переименован в Приозерск[62].
- Сланцы — возник как рабочий посёлок при руднике Гдовского месторождения горючих сланцев, откуда и произошло название[63]. Рабочий посёлок Сланцы, первоначально в составе Гдовского района Ленинградской области, был образован 20 декабря 1934 года.
- Сосновый Бор — ранее на месте города располагалась старинная деревня Устья, впервые упоминается на карте Ингерманландии А. И. Бергенгейма, составленной по шведским материалам 1676 года[64]. В 1958 году решением Леноблисполкома в Ломоносовском районе на этом месте был зарегистрирован новый населённый пункт и отнесён к категории рабочих посёлков с присвоением наименования «Сосновый Бор»[65]. В 1973 году преобразован в город Сосновый Бор.
- Тихвин — по-видимому, от гидронима др.-рус. Тихвинъ (совр. Тихвинка), который обычно возводится к др.-рус. тихъ «тихий»[66]. По оценке Ю. В. Откупщикова, гидроним может быть представлен следующим образом: Тих-в-инъ, с наличием древней индоевропейской u-основы[67].
- Тосно — от гидронима Тосна, имеющего славянскую основу «Тъсьнъ» — узкая[68].

### Оронимы
- Вепсовская возвышенность (Вепсская возвышенность) — получила своё название от народности вепсов, проживающих ныне главным образом в восточных районах области[69].
- Гапсельга — вепсского происхождения, буквально — «осиновая гора». Основа гап- восходит к вепсскому обозначению осины — hab, вторая половина названия — -сельга восходит к вепсскому sel’g [сельг] — «холм, возвышенность», «гора», «хребет». В близкородственном вепсскому языку карельском это слово имеет форму selgä.
- Ижорская возвышенность — от народности ижора (ижера, ингры, ингрикоты)[70].
- Лемболовская возвышенность — от названия одноимённого озера; фин. lempo — «чёрт, злой дух»[71].
- Тихвинская гряда — от гидронима Тихвинка, этимология которого не вполне ясна. Есть гипотеза, согласно которой гидроним происходит от фин. tie — «путь» и фин. vieno — «тихий»[72].